# Helge Lund
Helge Lund (nascido em 16 de outubro de 1962 em Oslo) é um empresário norueguês CEO da empresa  BG Group, desde fevereiro de 2015. 
Anteriormente, atuou por 10 anos como CEO da empresa Statoil e, antes disso, como CEO da Aker Kvaerner, um conglomerado industrial com operações em petróleo e gás e construção naval. Lund também atuou nos papéis de Deputy CEO e Chief Financial Officer da divisão farmacêutica da Hafslund Nycomed, um conglomerado industrial.
Lund é formado em Administração de Empresas pela Escola Norueguesa de Economia em Bergen. Ele também tem um Master of Business Administration (MBA) da escola de negócios INSEAD, na França. Lund começou sua carreira como consultor para a McKinsey & Company e como conselheiro político para o Partido Conservador no parlamento norueguês (Stortinget)  antes de começar a trabalhar para Hafslund Nycomed em 1993.
Em 1997-8, ele foi vice-presidente na Nycomed Pharma, antes de começar a trabalhar na Aker RGI em 1999, como vice-presidente antes de se tornar CEO da Aker Kvaerner em 2002. Após Olav Fjell sair do cargo de CEO da Statoil em 2004, Lund assumiu a sua posição. Em 2007, Statoil fundiu-se com a divisão de petróleo e gás da Norsk Hydro em 2007 para criar StatoilHydro, e Lund continuou no cargo de CEO. Em 15 de outubro de 2014, Lund se demitiu do cargo de CEO do grupo Statoil com efeito imediato, para se juntar à equipa de gestão da British BG Group como CEO a partir de fevereiro de 2015. 